# Беллєр (Мічиган)
Беллєр (англ. Bellaire) — селище (англ. village) в США, в окрузі Антрім штату Мічиган. Населення — 1053 особи (2020).

## Географія
Беллєр розташований за координатами 44°58′19″ пн. ш. 85°12′19″ зх. д. / 44.97194° пн. ш. 85.20528° зх. д. (44.971822, -85.205342).  За даними Бюро перепису населення США в 2010 році селище мало площу 5,09 км², з яких 4,77 км² — суходіл та 0,33 км² — водойми.

## Демографія
Згідно з переписом 2010 року, у селищі мешкало 1086 осіб у 456 домогосподарствах у складі 277 родин. Густота населення становила 213 особи/км².  Було 549 помешкань (108/км²).
Расовий склад населення:
| - 97,2 % — білих - 0,7 % — корінних американців - 0,6 % — азіатів - 0,1 % — чорних або афроамериканців |

До двох чи більше рас належало 0,9 %. Частка іспаномовних становила 2,4 % від усіх жителів.
За віковим діапазоном населення розподілялося таким чином: 23,8 % — особи молодші 18 років, 59,9 % — особи у віці 18—64 років, 16,3 % — особи у віці 65 років та старші. Медіана віку мешканця становила 42,2 року. На 100 осіб жіночої статі у селищі припадало 93,9 чоловіків;  на 100 жінок у віці від 18 років та старших — 91,2 чоловіків також старших 18 років.
Середній дохід на одне домашнє господарство  становив 50 894 долари США (медіана — 37 500), а середній дохід на одну сім'ю — 66 908 доларів (медіана — 57 143). Медіана доходів становила 35 714 долари для чоловіків та 32 500 доларів для жінок. За межею бідності перебувало 17,2 % осіб, у тому числі 17,7 % дітей у віці до 18 років та 8,9 % осіб у віці 65 років та старших.
Цивільне працевлаштоване населення становило 427 осіб. Основні галузі зайнятості: освіта, охорона здоров'я та соціальна допомога — 24,1 %, мистецтво, розваги та відпочинок — 16,9 %, виробництво — 16,2 %.